# Temuan Sari
Temuan Sari is een bestuurslaag in het regentschap Musi Rawas van de provincie Zuid-Sumatra, Indonesië. Temuan Sari telt 1522 inwoners (volkstelling 2010).